# Halgania
- Commons
- Wikispecies

Halgania é um gênero de plantas pertencente à família Boraginaceae.